# Vierhornantilope
Die Vierhornantilope (Tetracerus quadricornis) ist eine asiatische Antilope aus der Familie der Hornträger. Sie ist der einzige wild lebende Paarhufer, bei dem es zur Ausbildung von vier Hörnern kommen kann. Durch den Schwund ihres Lebensraums wird die Vierhornantilope, die nur in Indien und Nepal vorkommt, immer seltener.

## Merkmale
Mit nur 55 bis 64 cm Schulterhöhe und einem Gewicht von 17 bis 22 kg ist dies eine kleine Antilope. Die Fellfarbe wechselt mit den Jahreszeiten. Im Sommer ist das Fell rötlichbraun, hellbraun oder cremefarben. Im Winter wird das Fell dichter und ändert seine Farbe zu einem Dunkelbraun. Deutlich heller ist das Fell stets an den Innenseiten der Beine und am Bauch. Manchmal sind weiße Flecken an den Wangen zu erkennen. Die Schnauze und die Rückseiten der Ohren haben eine schwarzbraune Farbe.
Das auffälligste Merkmal sind die Hörner, die aufwärts gerichtet und gerade sind. Nur die Männchen tragen Hörner, bei den Weibchen fehlen sie vollständig. Doch auch bei Männchen kommt es nicht immer zur Ausbildung aller vier Hörner. Die südindischen Populationen sind stets zweihörnig. Sofern es vier Hörner gibt, ist das hintere Hornpaar stets größer als das vordere. Manchmal sind die Vorderhörner so wenig ausgeprägt, dass sie lediglich als haarlose Beulen aus dem Fell ragen. Die Hornlänge beträgt hinten 7 bis 10 cm, vorne 0 bis 5 cm.

## Verbreitung und Lebensraum

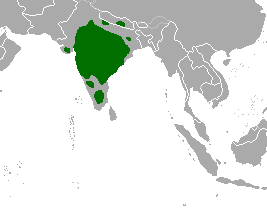
Verbreitungsgebiet der Vierhornantilope

Die Vierhornantilope lebt in Indien und Nepal. Ihr Verbreitungsgebiet ist heute stark fragmentiert, die größten Populationen gibt es noch in Zentral-Indien. Vom Hauptverbreitungsgebiet isolierte Bestände gibt es darüber hinaus in Süd- und Nordindien, in Nepal und im Gir-Nationalpark im Westen Indiens.
Das bevorzugte Habitat sind Trockenwälder mit einem dichten Unterholz. Weniger häufig kommen Vierhornantilopen auch in Savannen und Regenwäldern vor. Bedingungen sind allerdings die ständige Verfügbarkeit von Wasser und das Fehlen menschlicher Siedlungen in der Nähe.

## Lebensweise

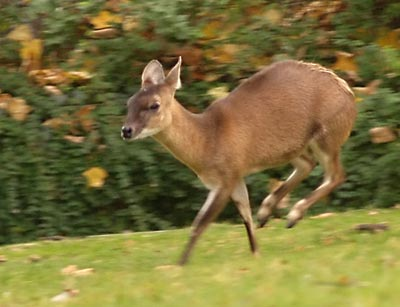
Weibchen der Vierhornantilope

### Aktivität
Die Vierhornantilope ist eine tagaktive Antilope. Sie verbirgt sich meistens im dichten Unterholz und wird daher nur selten gesehen. Bei Gefahr verharrt sie oft bewegungslos, erst bei äußerster Bedrohung flieht sie mit großen Sprüngen.
Für gewöhnlich ist sie ein Einzelgänger, selten sieht man sie in Kleingruppen von zwei bis vier Tieren.

### Nahrung
Die Nahrung stellen Früchte, Blüten und frische Blätter verschiedener Pflanzen dar. In zwei unterschiedlichen Studien wurde die Indische Jujube (Ziziphus mauritiana) als die am häufigsten gefressene Pflanze ausgemacht. Weitere begehrte Nahrungspflanzen sind demnach Bauhinie (Bauhinia racemosa), Amlabaum (Phyllanthus emblica), Akazie (Acacia spec.) und Myrobalane (Terminalia tomentosa).

### Fortpflanzung
Vierhornantilopen pflanzen sich ganzjährig fort, die meisten Paarungen finden aber im Juni und Juli statt. Nach einer Tragzeit von acht Monaten kommen ein bis zwei Junge zur Welt. Etwa 60 % der Geburten sind Zwillingsgeburten, 40 % Einzelgeburten. In den meisten Fällen kommt aber nicht mehr als ein Jungtier durch. Die Schulterhöhe bei Geburt beträgt 25 cm. Die Jungen bleiben etwa ein Jahr beim Muttertier, oft bis zur Geburt des nächsten Jungen.
Die Lebenserwartung beträgt selbst in Gefangenschaft weniger als zehn Jahre, mit der bemerkenswerten Ausnahme eines Einzeltiers, das 17 Jahre und fünf Monate alt wurde.

## Feinde
Außer dem Menschen sind große Katzen und Hunde die Feinde der Vierhornantilope. Für den Tiger stellt die Vierhornantilope in verschiedenen Nationalparks 2–4 % der Beutetiere. Auch Leoparden und Rothunde stellen nachgewiesenermaßen dieser Antilope nach. Dagegen konnte nicht festgestellt werden, dass der Indische Wolf und die Streifenhyäne zu den Feinden der Vierhornantilope gehören.

## Systematik

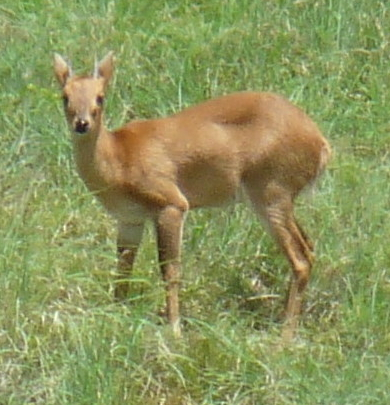
Männliche Vierhornantilope in Tamil Nadu, Indien

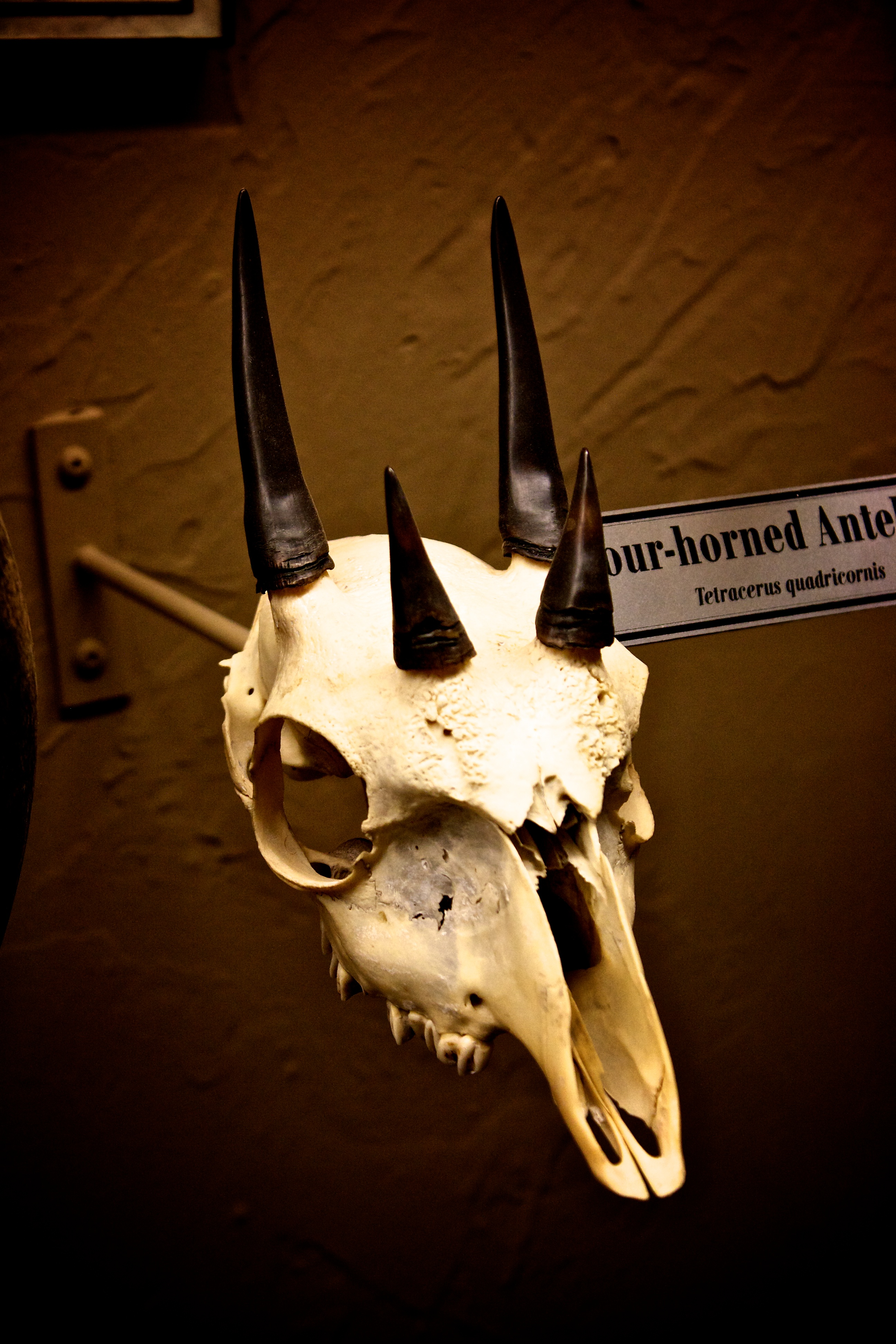
Schädel einer Vierhornantilope im Museum of Osteology, Oklahoma City

Wegen der ähnlichen Hornanatomie geht man davon aus, dass es sich bei der Nilgauantilope (Boselaphus tragocamelus) um die Schwesterart der Vierhornantilope handelt. Mit einer Reihe fossiler Gattungen (Duboisia, Perimia, Proboselaphus, Selenoportax, Sivaportax) bilden diese beiden Antilopen die Tribus Boselaphini. Seit dem Miozän sind diese Antilopen vom Mittelmeerraum bis nach Birma nachgewiesen.
Während der 1800er wurden mehrere Arten der Gattung Tetracerus beschrieben, darunter Tetracerus striaticornis und Tetracerus undicornis. Die unterschiedlichen Fellfarben und Hornausprägungen führten zu der falschen Annahme, dass es sich um mehrere Arten handelte. Heute fasst man alle als eine einzige Art, Tetracerus quadricornis, zusammen.
Gelegentlich werden drei Unterarten unterschieden:
- Tetracerus quadricornis quadricornis in Zentral-Indien ist die größte der Unterarten; Männchen haben fast immer vier Hörner
- Tetracerus quadricornis iodes in Nord-Indien und Nepal ist beinahe ebenso groß, hat aber kürzere Hörner; Männchen haben meistens vier Hörner
- Tetracerus quadricornis subquadricornis in Süd-Indien ist die kleinste Unterart; Männchen haben immer zwei Hörner, die Vorderhörner fehlen

## Bedrohung und Schutz
Die IUCN stuft die Vierhornantilope im Status gefährdet ein. Die Gesamtpopulation wird auf weniger als 10.000 Individuen geschätzt. Der wichtigste Grund für den Rückgang ist die Zerstörung des natürlichen Lebensraums. In Indien wie in Nepal sind Vierhornantilopen staatlich streng geschützt.

## Name
Die Vierhörnigkeit der Antilope ist das hervorstechende Merkmal, das in den meisten Sprachen die Benennung begründet (englisch Four-horned antelope, französisch Antilope tétracère). Auch die indische Sprache Hindi macht keine Ausnahme, der einheimische Name ist Chowsingha („vier Hörner“).
Der ursprüngliche wissenschaftliche Name war Cerophorus quadricornis, der 1816 von Blainville geprägt wurde. Acht Jahre später erfolgte die Umgruppierung in die neue Gattung Tetracerus. Gattungs- und Artname bedeuten auf Griechisch und Latein „Vierhorn“.